# Mads Brügger
Mads Brügger (24 giugno 1972) è un giornalista, conduttore televisivo e regista danese.

## Biografia
Ha lavorato a lungo come giornalista per vari quotidiani e riviste danesi e ha prodotto diversi programmi radiofonici, oltre a essere stato conduttore sul canale televisivo nazionale DR2 del talk show Den 11. time (L'undicesima ora, assieme a Mikael Bertelsen) e del notiziario Deadline. Ha, tuttavia, acquisito fama internazionale come regista e sceneggiatore per il suo distintivo stile satirico.
Nel 2010 presenta al Sundance Film Festival il docufilm The Red Chapel, girato in Corea del Nord, in cui Brügger si finge manager di una compagnia teatrale comunista nel quadro di uno scambio culturale. Nel 2012 torna al Sundance col suo nuovo documentario The Ambassador sul commercio clandestino di titoli diplomatici in Africa. Acquistando una nuova identità al mercato nero, Brügger impersona Mr. Cortzens, un ambasciatore della Liberia, per mostrare in questo modo la facilità con cui alti diplomatici possono approfittare dei benefici economici del mercato delle gemme preziose. Come reazione all'impatto mediatico del film, il governo della Liberia ha minacciato di avviare un'azione legale contro Brügger e i produttori del film. La minaccia non ha tuttavia avuto conseguenze. The Ambassador frutta al regista un premio Robert dell'Accademia del cinema danese per il miglior documentario.
Nel 2018 Brügger esordisce nel lungometraggio di finzione con la commedia The Saint Bernard Syndicate, presentata in concorso al Tribeca Film Festival dove vince i premi per il miglior attore e la migliore sceneggiatura in un lungometraggio narrativo. Nel 2019 ha presentato al Sundance il docufilm Cold Case Hammarskjöld, frutto di una lunga indagine durata sette anni sul caso, tuttora irrisolto, della morte del Segretario Generale dell'ONU Dag Hammarskjöld in un misterioso incidente aereo, avvenuto nel 1961 mentre il diplomatico si trovava in missione nell'odierna Zambia. Nelle settimane successive all'anteprima del film Andreas Rocksen e Mads Brügger hanno pubblicato l'esito delle loro ricerche in articoli apparsi su The Guardian. Il film ha vinto il premio per la miglior regia nella sezione per i documentari stranieri al Sundance Film Festival ed è tra i tre finalisti del premio Lux 2019 del Parlamento europeo. Il Filmfest München dedica a Brügger una retrospettiva nel 2019.

## Filmografia (parziale)
- The Red Chapel (Det røde kapel, 2009), documentario
- The Ambassador (2011), documentario
- The Saint Bernard Syndicate (2018), lungometraggio
- Cold Case Hammarskjöld (2019), documentario

## Premi e riconoscimenti
- 2010 : premio della giuria per il miglior documentario straniero al Sundance Film Festival per The Red Chapel (Det røde kapel)
- 2012: premio Robert (Accademia del cinema danese) per il miglior documentario a The Ambassador
- 2019 : premio al miglior regista per un documentario straniero al Sundance Film Festival per Cold Case Hammarskjöld